# I liga polska w hokeju na lodzie (2015/2016)
Sezon 2015/2016 rozgrywek I ligi hokeja na lodzie jako 60. edycja drugiego poziomu rozgrywek hokejowych w Polsce. 
Do sezonu akces zgłosiły dwie drużyny: MH Automatyka Stoczniowiec 2014 Gdańsk i UKH Dębica. 2 października 2015 zarząd PZHL podjął decyzję, iż oba zespoły rozegrają rywalizację do czterech zwycięstw (w terminach od 10 października do maksymalnie 5 grudnia 2015), która miała wyłonić drużynę awansującą do Polskiej Hokej Ligi edycji 2016/2017. Drużyna z Gdańska wygrała rywalizację w meczach 4:0 (w meczach 4:1, 3:1, 4:3, 5:1) i 15 listopada 2015 triumfowała w skróconym sezonie, odnosząc awans do PHL.